# Менгерсгеројт-Хемерн
Менгерсгеројт-Хемерн (њем. Mengersgereuth-Hämmern) општина је у њемачкој савезној држави Тирингија. Једно је од 16 општинских средишта округа Зонеберг. Према процјени из 2010. у општини је живјело 2.794 становника. Посједује регионалну шифру (AGS) 16072012.

## Географски и демографски подаци
Менгерсгеројт-Хемерн се налази у савезној држави Тирингија у округу Зонеберг. Општина се налази на надморској висини од 500 метара. Површина општине износи 18,9 km². У самом мјесту је, према процјени из 2010. године, живјело 2.794 становника. Просјечна густина становништва износи 148 становника/km².